# 人事管理
人事管理（英語：Personnel Management），是指企業機構運用人才的管理程序，其在本質上，同政府機關的「人事行政」（英語：Personnel Administration）並無差異。儘管人事管理的對象，是企業員工；人事行政的對象，是公務人員。但是由於在現代的歐美各國中，政府的人事行政的學理，多是受到了企業的人事管理的技術的影響，所以政府機關的人事行政，亦稱人事管理。

## 定義
學者許南雄認為，人事行政，是關於人類的才能與行為的管理問題；人事行政學，是「研究人的才能運用及行為管理的原理與措施」。學者詹中原與熊忠勇表示，所謂之「公共人力資源管理」（英語：Public Human Resource Management）一詞，在中華民國政府的實務運作上，乃慣稱為人事行政，其事項是由考試院所掌理。

## 參閱
- 人力资源
- 人力资本